# Brasa
Brasa est un voisinage de la banlieue de Vidzeme à l'est de Riga en Lettonie.

## Géographie
Le quartier de Brasa est situé à proximité du centre de Riga. 
Le quartier voisine les quartiers de Skanste, Sarkandaugava, Mežaparks, Čiekurkalns, Teika, Grīziņkalns et Centrs. 
Le quartier de Brasa est limité  par les rues Brīvības iela, Tallinas iela, Miera iela, Alojas iela, Tomsona iela, Ēveles iela, Vesetas iela, Zirņu iela, Krišjāņa Valdemāra iela, Duntes iela.
Sa superficie est de 1,741 km2 soit environ 2/3 de moins que la superficie moyenne des quartiers de Riga. 
Lla longueur du périmètre du quartier est de 5 408 mètres.

## Transports
- Bus: 		9, 11, 24, 49
- Trolleybus: 	3, 5, 25
- Tramway : 11

La gare de Brasa est desservie par la ligne de Zemitāni à Skulte.